# Eurycea tynerensis
Eurycea tynerensis é uma espécie de salamandra da família Plethodontidae.
É endémica dos Estados Unidos da América.
Os seus habitats naturais são: florestas temperadas, rios e nascentes de água doce.
Está ameaçada por perda de habitat.